# 제네시스 챔피언십
제네시스 챔피언십(Genesis Championship)은 대한민국 인천광역시에서 열리는 남자 프로 골프 대회로, 2017년에 창설되었다.